# SBB RBe 4/4
Az SBB RBe 4/4 sorozat egy svájci motorkocsitípus, melyet a Svájci Államvasutak SBB használt, gyártói a svájci SIG, MFO, BBC. A motorkocsikat az SBB 1959-ben vásárolta a Gotthard vonal ingavonatainak továbbítására, legnagyobb teljesítménye 1988 kW 80 km/h sebességnél.
1993-1998 között az eredeti motorkocsikat az SBB újjáépítette, melyek már RBe 540 sorozatjelölést kaptak.
A motorkocsikat az SBB elsősorban a Gotthard vonal ingavonatainak kiszolgálására szerezte be a régebbi Re 4/4 I mozdonyai helyett, nagyobb teljesítményük, visszatápláló fékezése, kétszárnyú ajtajai és a homlokfal átjárói miatt. A motorkocsikat felszerelték a Svájcban szokásos (Vst IIId) többes távvezérléssel, hogy együtt tudjanak működni a megfelelő vezérlőkocsikkal a Bt/BDt, az NPZ-vezérlőkocsijaival vagy az Re4/4I, Re4/4II(Re421), Re4/4 III, Re4/4 IV illetve Re6/6(Re620) mozdonyokkal is. A járművek eredetileg 64 ülőhellyel rendelkeztek melyek mind másodosztályúak voltak, 32 nemdohányzó, 32 dohányzó kivitelben. A motorkocsik az akkor szokásos zöld színre lettek festve.
Az első hat jármű (1401-1406) volt a prototípus, ezek több mint hatmillió frankba kerültek, 1959-1960 között készültek el. Az első járművet 1959 május 24-én mutatták be a sajtó képviselőinek. A prototípusoknak voltak hiányosságaik amiket a sorozatjárművekben már kijavítottak. A 76 sorozatjárművet (1407-1482) 1963 és 1966 között állították forgalomba, melyek már négy tonnával nehezebbek voltak az elődjeiknél.

## Kialakítása
A technikai berendezések nagy része a motorkocsik utastere alá került, ezért azok a normál kocsiknál magasabb utastérpadlóval és beszállószinttel rendelkeztek. A normál kocsiktól eltérően a WC motorkocsik közepén kapott helyet egy szekrénnyel melyben további műszaki berendezéseket helyeztek el. Köszönhetően a hagyományos transzformátor megcsapolásos fokozatkapcsolós (28 fokozat) vezérlésnek és a jármű sajátos erős vibrációjának a beceneve Schüttelbecher azaz rázó lett.

## Átépítés
1992-től a megmaradó 74 sorozatjárművet az SBB Zürich-i főműhelye felújította, hogy a motorkocsik megfeleljenek az S-Bahn (elővárosi gyorsvasúti-HÉV-) követelményeknek. A tirisztor vezérlés beépítése végett az utastérből további négy ülőhelyet kellett feláldozniuk, mely által a motorkocsi vezethetősége jelentősen javult. Utasok által nyitható automata toló-lengő ajtókat kapott a motorkocsi, melyekkel az NPZ-khez gyártott EW I és EW II modernizált kocsikhoz igazodott. Megkapták az új regionális festést a Kolibri normát is. A motorkocsik utasterében csak az ülések huzatának cseréjében történt változás.
Az átépítéssel egyidejűleg átszámozások is történtek a (1419 és 1454) selejtezése miatt, a számok a következőképpen alakultak:
- RBE 540000-005 maradt fenntartott, de nem használt a prototípus 1401-1406
- RBE 540006-017: Volt járművek RBE 4/4 1407-1418
- RBE 540018-051: Volt járművek RBE 4/4 1420-1453
- RBE 540052-079: Volt járművek RBE 4/4 1455-1482

A prototípus járműveket soha nem alakították át a sorozatjármű társaikhoz hasonlóan, azoknak elejeit átfestették a Seetalbahn fényvisszaverő színezése szerint, ezek lettek a Seetal-RBe4/4-ek
RBE 4/4 1405-öt az vasúti járművek Koblenz Tägerwilen-Gottlieben Egyesület depójába vitték.
2005-től kezdődően selejteztek néhány járművet:
- 1401-1403 (az életkor miatt)
- 1419 (a baleset, a St-Triphon, 1972)
- 1454 (tűzben kiégett Uster és Aathal között, 1990)
- 540, 008 (tűzben kiégett Safenwil és Walterswil-Striegel között, 1998)
- 540 023 (tűzben kiégett Eglisau, 2000)

Az RBE 540 019 eladták az Oensingen-Balsthal Railway (OeBB) 2005 júniusában, valamint az 540 074; 540 006 Balsthal-ba alkatrésznek. 2006-tól a motorkocsikat nagyobb számban selejtezték. A 2014-ig SBB kiselejtezte járműveit, majd 2015 végéig az OeBB is.

## Fordítás
- Ez a szócikk részben vagy egészben  a   SBB RBe 4/4 című német Wikipédia-szócikk ezen változatának fordításán alapul.  Az eredeti cikk szerkesztőit annak laptörténete sorolja fel. Ez a jelzés csupán a megfogalmazás eredetét és a szerzői jogokat jelzi, nem szolgál a cikkben szereplő információk forrásmegjelöléseként.